# Kościuszko pod Racławicami (obraz)
Kościuszko pod Racławicami (Bitwa pod Racławicami) – obraz olejny autorstwa Jana Matejki namalowany w 1888 roku, eksponowany w Galerii Sztuki Polskiej XIX wieku w Sukiennicach.

## Opis obrazu
Na interpretację obrazu duży wpływ miała praca Mariana Gorzkowskiego Wskazówki do najnowszego obrazu Jana Matejki "Kościuszko pod Racławicami" wykończonego w kwietniu 1888 roku.
Tadeusz Kościuszko ubrany jest w modny frak mundurowy, identyczny jak na obrazie Michała Stachowicza Przysięga Kościuszki na Rynku Głównym. Jako model posłużył ksiądz Antoni Gruszecki, ówczesny wikary w Kościele Mariackim, późniejszy proboszcz podgórski i szambelan papieski. Drugi bohater bitwy racławickiej – Bartosz Głowacki został przedstawiony z czapką na zdobycznej armacie. Współorganizator powstania, Hugo Kołłątaj, ubrany jest na czarno i siedzi na czarnym koniu (chociaż nie brał on udziału w bitwie).
Na przedstawienie zasłużyli, zdaniem Matejki, także dwaj generałowie stojący na czele sztabu – Antoni Józef Madaliński i Józef Zajączek (w napoleońskiej czapce na głowie i oparty o drzewo). W bardzo pięknym szlacheckim stroju namalował Matejko Stefana Dembowskiego, który w razie śmierci Kościuszki miał być jego następcą. Na obrazie symbolizuje on również niechęć polskiej szlachty do powstania, a zwłaszcza do zarządzeń Naczelnika, które regularnie sabotowano.

## Historia obrazu
Komitet jubileuszu Matejki i zakupna obrazu Jan Sobieski pod Wiedniem zbierał fundusze na zakup obrazu, ale podczas obchodów 200 rocznicy odsieczy wiedeńskiej Jan Matejko poinformował, że postanowił w imieniu narodu polskiego podarować obraz papieżowi. Decyzja ta zaskoczyła komitet, który po nadzwyczajnym zebraniu w dniu 13 września 1883 roku podał informację, że poprosi Matejkę o namalowanie kopii obrazu, a gdyby ten się nie zgodził to o namalowanie innego obrazu o treści historycznej, który zostanie podarowany Muzeum Narodowemu w Krakowie. Ustalił również, że nadal będzie prowadził zbiórkę funduszów, a do 1 listopada 1883 roku każdy kto złożył składkę będzie mógł poprosić o jej zwrot. W grudniu 1883 roku komitet podał, że wycofano tylko 360 złr z zebranych do 1 grudnia 32 234 złr.
Decyzję o namalowaniu obrazu Kościuszko pod Racławicami Matejko podjął w 1884 roku. Malowanie obrazu zostało poprzedzone wykonaniem szkiców ołówkowych (do dziś 6 zachowanych w Muzeum Narodowym w Krakowie) i szkicem olejnym, znajdującym się obecnie w Muzeum Narodowym w Warszawie. W lutym 1887 roku zostało sprowadzone z Paryża płótno, które zawieszono w pracowni w gmachu Akademii Sztuk Pięknych. 12 marca 1887 Matejko rozpoczął pracę nad ostatecznym kształtem obrazu. Prawdopodobnie w jej trakcie natrafił na jakieś trudności, bo pracę przerwał do 20 sierpnia i raz jeszcze pojechał do Racławic, aby wykonać szkice krajobrazu z natury. Druga przerwa w pracy nastąpiła w lutym 1888 i spowodowana była poważną chorobą artysty. Ostatecznie dzieło udało się ukończyć pod koniec kwietnia tego samego roku. W maju 1888 rozpoczęto przygotowania do wykonania ram obrazu. Koszt ramy wyniósł 3000 złr, a pracami kierował Władysław Chrośnikiewicz
Przekazanie obrazu nastąpiło 14 maja 1888 roku w sali Muzeum Narodowego w Sukiennicach z udziałem zaproszonych gości. Matejko i członkowie komitetu stali pod zawieszonym obrazem. Najpierw głos zabrał Matejko, który powiedział, że bardzo cieszy się, że zdołał dotrzymać złożonej 5 lat wcześniej obietnicy. Następnie prezes komitetu Artur Potocki podziękował Matejce za „to wielkie dzieło sztuki i myśli”. Następnie złożył sprawozdanie ze zbiórki pieniędzy. Najwięcej bo ponad 20 tysięcy zebrano w Galicji. Pieniądze przekazywano też z Księstwa Poznańskiego, Prus Królewskich, Śląska, Bukowiny, Anglii, Szwecji, Turcji, Australii i Ameryki. Ogółem zebrano 49 807 złr, co jak podkreślił Potocki nie pokrywało wartości obrazu. Komitet zachował sobie prawo pokazywania obrazu na wystawach, a Matejko prawo do reprodukcji dzieła. Pieniądze Komitet przekazywał Matejce w ratach. W listopadzie 1883 roku przekazał artyście 20 tysięcy złr jako „zaliczkę”, kolejna ratę wynoszącą 15 tysięcy złr przekazano w maju 1884 roku, a kolejne 20 tysięcy, 25 marca 1887 roku.
W czerwcu obraz został wysłany do Lwowa na wystawę Zjednoczonego Towarzystwa Przyjaciół Sztuk Pięknych i wystawiony w sali hotelu George, następnie w Poznaniu, a w 1889 roku pokazano go w Wiedniu i na Wystawie Światowej w Paryżu.
W maju 1888 roku wydział Towarzystwa im. Kościuszki na specjalnie zwołanym posiedzeniu w ramach wdzięczności za obraz postanowił nadać Matejce pierwszy w historii stowarzyszenia tytuł honorowego członka.
Koło Artystyczno-Literackie w Krakowie zaproponowało za zgodą artysty wykonanie reprodukcji obrazu. Aby zebrać fundusze na ten cel zorganizowano festyn podczas którego w żywym obrazie wystąpili chłopi, którzy byli statystami malarza. W festynie wzięło udział ponad 4 tysiące osób, a dochód wyniósł 630złr. Juliusz Kossak w ramach akcji Koła Artystyczno-Literackiego, aby obraz trafił pod strzechy, w 1888 roku przygotował w oparciu o obraz akwarelę, którą upowszechniono jako odbitkę chromolitograficzną. Pierwszy nakład odbitki wyniósł 12 tysięcy egzemplarzy i został sprzedany w ciągu kilku miesięcy. Wiosną 1889 roku został wydany jej drugi nakład.
Józef Hakowski wykonał w latach 1890–1894 płaskorzeźbę w srebrze „Kościuszko pod Racławicami” według obrazu Jana Matejki, na zamówienie Juliusza Przeworskiego, która obecnie znajduje się w Węgierskim Muzeum Narodowym w Budapeszcie.
Cenzura nie pozwoliła czasopismom warszawskim na publikację artykułów na temat obrazu, także tych krytycznych.